# Boixa d'agulles (grup de bolets)
Les boixes d'agulles són bolets d'agulles anuals, terrestres i micorrízics i tenen l'aspecte d'un tap de fusta
Són bolets de menuts a mitjans, sovint fusionats entre ells; de carn compacta, homogènia, endurida i que es trenca amb molta dificultat. Tenen el revers cobert amb agulles o agulletes.

## Exemples més corrents

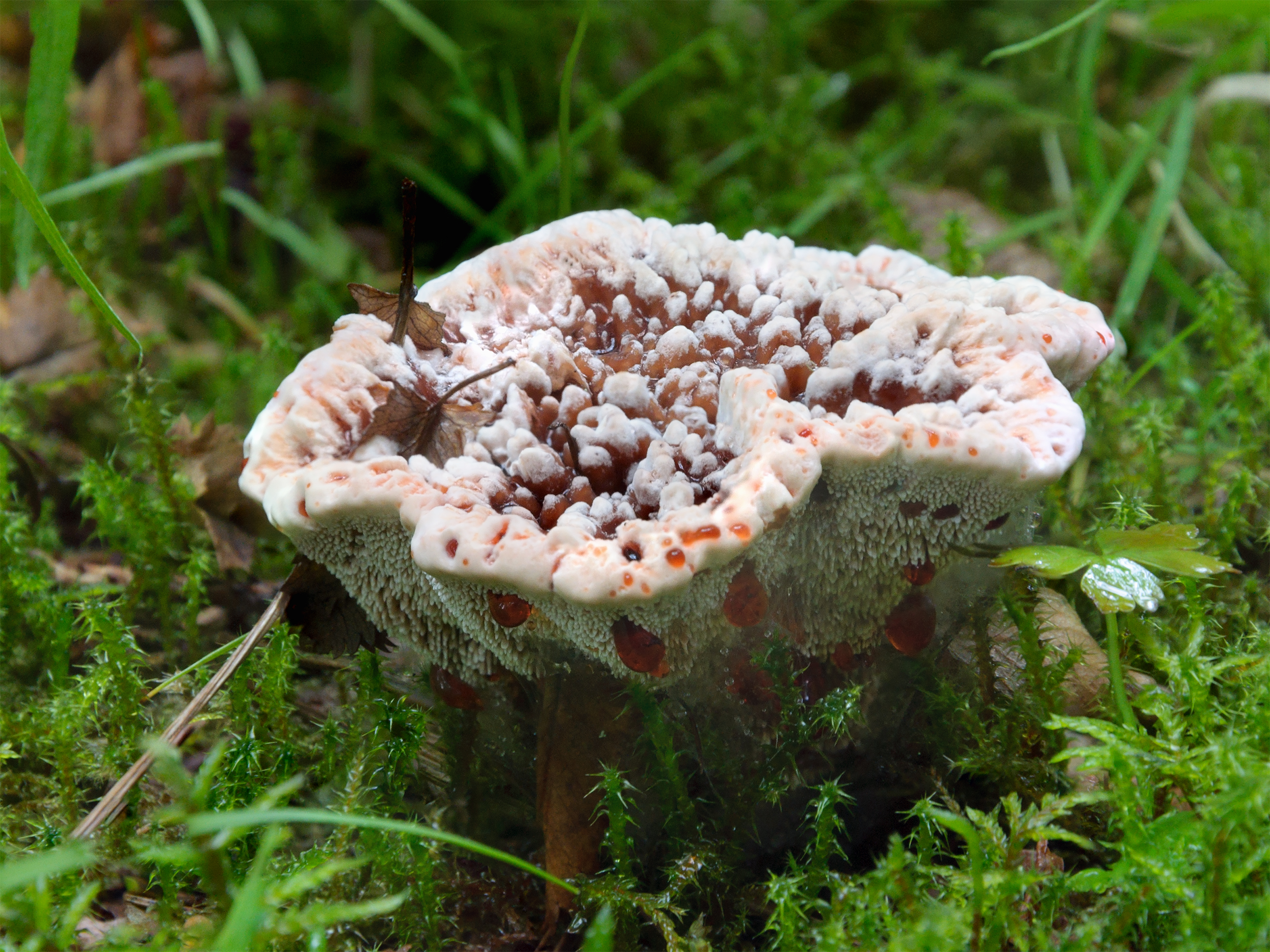
Boixa rovellada (Hydnellum ferrugineum)

Les boixes d'agulles s'ordenen en dos grups segons el color. Entre les boixes d'agulles més corrents:
- Boixes d’agulles brunes: 
  - Hydnellum caeruleum, boixa blava
  - Hydnellum suaveolens, boixa blava d’olor
  - Hydnellum dianthifolium, boixa de clavell
  - Hydnellum peckii, boixa de sang
  - Hydnellum compactum, boixa massissa
  - Hydnellum ferrugineum, boixa rovellada
  - Hydnellum concrescens, boixa rugosa d’alzina
  - Hydnellum scrobiculatum, boixa rugosa de pi
  - Hydnellum aurantiacum, boixa taronja d’agulles blanques
  - Hydnellum auratile, boixa taronja d’agulles taronges
  - Hydnellum. spongiosipes, boixa vellutada de faig

- Boixes d’agulles negres: 
  - Phellodon confluens, boixa confluent
  - Phellodon melaleucus, boixa grisenc
  - Phellodon niger, boixa negra
  - Phellodon tomentosus, boixa vellutada de pi